# 克利爾克里克斯普林斯 (肯塔基州)
克利爾克里克斯普林斯（英語：Clear Creek Springs）是位於美國肯塔基州貝爾縣的一個非建制地區。

## 地理
克利爾克里克斯普林斯所處的海拔為高於海平面348米（即1142英呎），而該地所採用的時區為UTC-5，即北美東部時區（EST）。同時該地設有夏令時間，為UTC-5調快一小時，即UTC-4（EDT）。